# Rossijskij futbolnyj sojuz
Ryska fotbollsunionen (ryska: Российский футбольный союз) är fotbollsförbundet i Ryssland. RFS bildades och anslöts till Fifa 1912 (och till Uefa 1954).
Ryska fotbollsunionen är uppdragsinnehavare av Ryska fotbollsunionen i Tsarryssland och Sovjetunionens fotbollsfederation.